# 406 mm/50 B-37
Il 406 mm/50 B-37 è un cannone navale sovietico progettato nel 1937 per essere installato sulle navi da battaglia della classe Sovetskij Sojuz. Sui dodici esemplari dei quali venne iniziata la costruzione, solo uno fu utilizzato operativamente durante la seconda guerra mondiale, mentre gli altri rimasero più o meno incompiuti.

## Sviluppo ed utilizzo
Lo sviluppo di cannoni per le navi da battaglia della classe Sovetskij Sojuz fu avviato nel 1937. La costruzione dei primi esemplari iniziò nel 1939, e fino al giugno 1941 ne furono ordinati dodici.
Nelle intenzioni dei progettisti, questi cannoni avrebbero dovuto essere installati in torri trinate, nella misura di tre per ogni Sovetskij Sojuz. Per la progettazione delle torri, così come dei cannoni, ci si era avvalsi della collaborazione di tecnici stranieri.
Tuttavia, a causa dello scoppio della guerra, l'allestimento dei pezzi venne sospeso e solo uno fu utilizzato operativamente, per azioni di difesa durante l'assedio di Leningrado.
Oggi il cannone non esiste più, e sopravvive solo uno dei suoi proiettili presso il Museo Navale Centrale, a San Pietroburgo.

## Tecnica
Il 406 mm/50 B-37 era stato sviluppato in particolare con l'assistenza del Regno d'Italia, ed infatti aveva alcuni dei difetti tipici dei cannoni italiani di quel periodo (in particolare una scarsa vita utile della canna).
La lunghezza della canna era di 20,72 metri, ed il peso complessivo raggiungeva i 136.690 kg. La massima elevazione era di 45°, e la gittata poteva raggiungere i 45.600 metri. La celerità di tiro era compresa (in media) tra gli 1,75 ed i 2,6 colpi al minuto, a seconda dell'alzo.
I proiettili erano di due tipi: SAP e Modello 1915/28 AP, entrambi di 1.108 kg di peso. La velocità iniziale massima era di 870 m/s, anche se tendeva a diminuire con l'usura della canna. Quest'ultima aveva una vita utile piuttosto bassa, pari a circa 300 colpi.
Questa arma venne giudicata soddisfacente dai tecnici, anche se durante le prove ci si rese conto che le salve presentavano una certa dispersione, causata probabilmente dalla scarsa qualità dei proiettili e del propellente.